# Брандон (переписна місцевість, Вермонт)
Брандон (англ. Brandon) — переписна місцевість (CDP) в США, в окрузі Ратленд штату Вермонт. Населення — 1727 осіб (2020).

## Географія
Брандон розташований за координатами 43°48′38″ пн. ш. 73°5′25″ зх. д. / 43.81056° пн. ш. 73.09028° зх. д. (43.810619, -73.090333).  За даними Бюро перепису населення США в 2010 році переписна місцевість мала площу 7,36 км², з яких 7,34 км² — суходіл та 0,01 км² — водойми.

## Демографія
Згідно з переписом 2010 року, у переписній місцевості мешкало 1648 осіб у 714 домогосподарствах у складі 436 родин. Густота населення становила 224 особи/км².  Було 790 помешкань (107/км²).
Расовий склад населення:
| - 97,6 % — білих - 0,4 % — чорних або афроамериканців - 0,4 % — азіатів - 0,3 % — корінних американців |

До двох чи більше рас належало 1,2 %. Частка іспаномовних становила 0,9 % від усіх жителів.
За віковим діапазоном населення розподілялося таким чином: 22,1 % — особи молодші 18 років, 59,6 % — особи у віці 18—64 років, 18,3 % — особи у віці 65 років та старші. Медіана віку мешканця становила 45,2 року. На 100 осіб жіночої статі у переписній місцевості припадало 92,1 чоловіків;  на 100 жінок у віці від 18 років та старших — 85,9 чоловіків також старших 18 років.
Середній дохід на одне домашнє господарство  становив 57 945 доларів США (медіана — 45 804), а середній дохід на одну сім'ю — 67 181 долар (медіана — 55 682). Медіана доходів становила 40 455 доларів для чоловіків та 46 207 доларів для жінок. За межею бідності перебувало 10,1 % осіб, у тому числі 11,4 % дітей у віці до 18 років та 6,6 % осіб у віці 65 років та старших.
Цивільне працевлаштоване населення становило 724 особи. Основні галузі зайнятості: освіта, охорона здоров'я та соціальна допомога — 33,0 %, науковці, спеціалісти, менеджери — 17,3 %, мистецтво, розваги та відпочинок — 13,8 %, фінанси, страхування та нерухомість — 12,3 %.